# Vic Buckingham
Victor Frederick Buckingham (* 23. Oktober 1915 in Greenwich; † 26. Januar 1995 in Chichester) war ein englischer Fußballspieler und -trainer. Als Spieler war er beim seinerzeitigen Zweitligisten Tottenham Hotspur aktiv. Als Trainer wurde er mit West Bromwich Albion 1954 Pokalsieger und Vizemeister. Er hatte zwei Perioden bei Ajax Amsterdam, wo er 1960 niederländischer Meister wurde. 1964 debütierte unter ihm Johan Cruyff. 1971 wurde er mit dem FC Barcelona spanischer Pokalsieger und Vizemeister. In den 1960er Jahren war er zudem beim FC Fulham und Sheffield Wednesday. Außerdem war er in Griechenland als Trainer tätig.

## Karriere

### 1934 bis 1949: Spieler bei Tottenham
Vic Buckingham kam als 16-Jähriger zu Tottenham Hotspur. Seine eigentliche Fußballerlaufbahn begann 1934 bei Northfleet United. Bei dem Verein, aus dem später einmal Ebbsfleet United wurde, der in der Kent League, einer Amateurliga, spielte, lagerte der Londoner Verein Tottenham Hotspur weiland seine Talente zur Reifung aus. 1935 wurde er schließlich in den Kader der Londoner, die gerade aus der Ersten Division abgestiegen waren, aufgenommen. Bis 1949 spielte er dort als defensiver Mittelfeldspieler und später Verteidiger in 230 Zweitligapartien. Unter Trainer Arthur Rowe, der 1949 übernahm, sollte Tottenham 1950 aufsteigen und danach sofort Meister werden.
Während des Zweiten Weltkriegs war Buckingham bei der Royal Air Force.

### Bis 1951: Anfänge als Trainer - Erfolg im Amateurbereich
Noch während seiner Zeit als Spieler wurde er vom seinerzeitigen Nationaltrainer, dem 1978 geritterten Walter Winterbottom im Rahmen eines Programmes, das junge Professionals ermutigen sollte, sich mit einer Trainerlaufbahn zu befassen, in einen Kader von rund 20 staff coaches des englischen Verbandes aufgenommen. Eine Gruppe, auf die weiland oft mit „Walters Jünger“ Bezug genommen wurde. Neben vielen anderen, insgesamt 300 bis 1947, durchliefen auch Ron Greenwood und Bobby Robson, beide selbst spätere Nationaltrainer, dieses Prozedere das ihnen den Status eines ausgebildeten Trainers verschaffte. Wohl in dieser Zeit war es auch, dass er kurzzeitig nach Frankreich, Norwegen und auf die Kanalinsel Guernsey geschickt wurde.
Seine Karriere als Trainer begann er ernsthaft 1949 beim Fußballklub der Universität Oxford. 1950 setzte er sie beim Amateurklub Pegasus AFC, einem 1948 gegründeten Verein der den Fußball in den Universitäten Oxford und Cambridge „ermutigen und verbessern“ sollte, fort. Mit der von Arthur Rowe bei Tottenham entwickelten, auf Schnelligkeit, Doppelpässen und Ballbesitz basierenden Push-and-Run-Taktik führte er die Mannschaft zum Gewinn des FA Amateur Cups 1950/51 durch ein 2:1 gegen den FC Bishop Auckland vor 100.000 Zusehern im Wembley-Stadion.

### 1951 bis 1959: Profitrainer - Pokalsieg und Vizemeisterschaft mit West Bromwich Albion

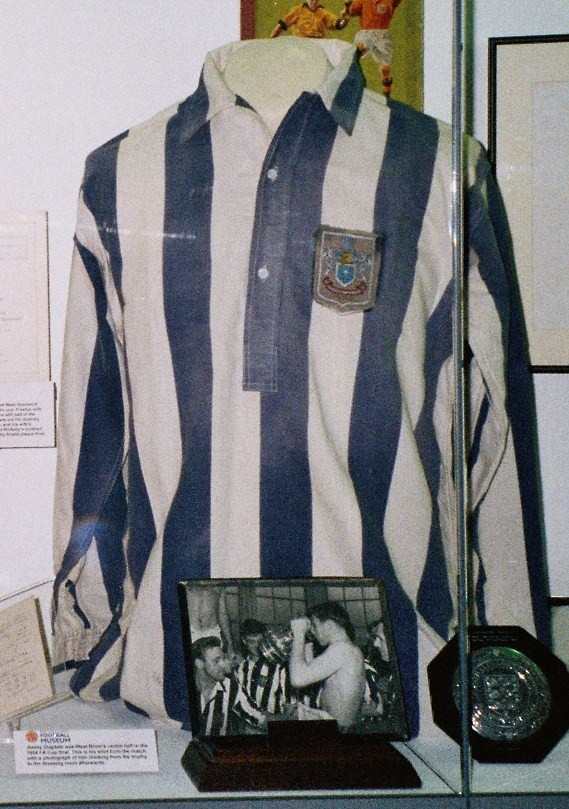
Originaltrikot von Albion vom Pokalfinale 1954

Seinen Anfang als Trainer im Profibereich fand 1951 bei Bradford Park Avenue statt, wo er den langjährigen Trainer Fred Emery ablöste. Unter seiner Leitung behauptete sich der Klub stabil im oberen Mittelfeld der Nordstaffel der dritten Liga.
Zum 2. Februar 1953 wurde er als Nachfolger von Jesse Carver, den es zu Sonne und Koffern voller Lire nach Italien zurückzog - er war wohl auch enttäuscht, nicht vom Coach zum Manager befördert worden zu sein - Trainer von West Bromwich Albion. West Brom beendete die Saison dort wo Buckingham ihn vorfand: auf dem vierten Platz. Er führt den Verein danach zum Pokalsieg 1953/54 und der Vizemeisterschaft, vier Punkte hinter Wolverhampton Wanderers. Über lange Strecken der Saison war West Brom Tabellenführer, doch zum Ende verlor die Mannschaft an Form, verlor sieben der letzten zehn Spiele und am 38. von damals 42 Spieltagen die Tabellenführung. Es hätte das erste Double im englischen Fußball seit 1896 geben können. In den folgenden drei Saisons nahm er mit der Mannschaft den 17. 13. und 11. Rang ein. 1958 und 1959 wurde er Vierter bzw. Fünfter. Er verabschiedete sich von West Bromwich nach einer Tour durch Kanada und die USA im Juni 1959. Bei seiner zweiten großen Tournee von West Brom nach der historischen Reise in die Sowjetunion zwei Jahre vorher, bei der Albion zwei Siege in drei Spielen errangen - verlor Buckinhams Mannschaft, die mit dem Cunard-Linienschiff Sylvania anreiste, nur eines von neun Spielen und musste sich einmal mit einem Unentschieden begnügen. Von den Siegen waren zwei zweistellig. Zu den Stars Albions in jener Zeit gehörten Don Howe, der Torjäger Ronnie Allen und Bobby Robson, der später selbst ein bedeutender Trainer werden sollte.

### 1959 bis 1968: Meisterschaft mit Ajax - Sheffield Wednesday und Abstieg mit Fulham
Im August 1959 übernahm er als Nachfolger des Österreichers Karl Humenberger die Übungsleitung beim niederländischen Erstligisten Ajax Amsterdam. Mit den Amsterdamer Feierabendprofis, im Vorjahr noch Sechster, gewann er 1960 die Meisterschaft und wurde im Jahr darauf Vizemeister. Bereits zum 31. Mai 1961 verabschiedete er sich aus persönlichen Gründen von Ajax, wobei im Juni noch das letzte Meisterschaftsspiel – bedeutungslos für Ajax – und das Viertelfinale um den Pokal anstand. Unter seinem Nachfolger, dem 28-jährigen Engländer Keith Spurgeon, kam es hier noch zu vier Siegen, was bedeutet, dass sich Spurgeon mit dem Gewinn im Pokal einführte. Zu den bedeutenderen Spielern von Ajax zählten in jener Phase Anton „Ton“ Pronk, Sjaak Swart, Co Prins, der später in Kaiserslautern spielte, Torjäger Henk Groot und der junge Piet Keizer.
Buckingham wechselte zu Sheffield Wednesday, nachdem ursprünglich verbreitet wurde, dass er sich Plymouth Argyle anschließen würde. Bei Wednesday war er Nachfolger von Harry Catterick, unter dem die Mannschaft die Saison 1960/61 als Vizemeister abschloss und der vom FC Everton nach Liverpool geholt wurde. In den folgenden Saisonen wurde Wednesday dreimal Sechster in der Liga. Seine letzte Saison dort endete mit seiner vorzeitigen Entlassung aus seinem mit 3.000 Pfund pro Jahr dotiertem Job am 9. April 1964, nachdem im Verein bereits vorher erhebliche Unruhe eingetreten war und unter anderem einige Spieler Abwanderungsgedanken öffentlich machten. Die Zeit dort wurde allerdings nachträglich etwas dadurch überschattet, dass einige Spieler des Vereins, wie am 12. April publik wurde, bei einem Spiel bei Ipswich Town auf eine Niederlage ihres Teams gewettet hatten und das Spiel entsprechend verloren. Sie wurden später lebenslänglich gesperrt. Buckingham war allerdings nicht impliziert, wenngleich der Verein laxe Disziplin unter ihm mitverantwortlich machte.
1964 kehrte Buckingham wieder zu Ajax zurück, nachdem der Verein bereits im Mai des Vorjahres versuchte, ihn mit einem Angebot von 5.000 Pfund pro Jahr zurückzulocken. Diesmal beerbte er seinen Landsmann Jack Rowley im Amt, der die Saison 1963/64 als Fünfter beendet hatte. Seiner Rückkunft war jedoch wenig Erfolg beschieden und die Ajacieden hatten teilweise ernsthafte Abstiegssorgen. Problematisch war, dass sich Buckingham nicht von den Vorteilen des spätestens seit der Weltmeisterschaft Brasiliens 1958 zum Standard gewordenen 4-2-4-Systems überzeugen ließ und auch sonst keine Ordnung auf dem Spielfeld herzustellen vermochte. Seine taktische Anordnung bestand vornehmlich aus „viel Spass“. Höhepunkt war eine 4:9-Niederlage am 13. Spieltag bei Feyenoord Rotterdam. Auf der Haben-Seite stand das Debüt von Johan Cruyff in der Kampfmannschaft, der sich am 11. Spieltag am 15. November bei einer 1:3-Niederlage in Groningen bei GVAV-Rapiditas mit einem Tor einführte. Ab dem 21. Januar trainierte Buckingham den Londoner Erstligisten FC Fulham, während bei Ajax die Ära von Rinus Michels begann. Der beendete die Saison als 13. der 16 Vereine der Eredivisie.
Johan Cruyff meinte in einer Nachbetrachtung über die damaligen englischen Trainer bei Ajax, Keith Spurgeon und Vic Buckingham:

„Sie waren aufgeschlossen, aber taktisch muss man sehen, wo wir zu dieser Zeit waren. Fußball in Holland war damals gut, aber nicht wirklich professionell. Keith and Vic gaben uns etwas Professionalität, weil sie uns weit voraus waren. Aber das taktische Denken kam später mit Michels. Es fing dann an.“

Bei Fulham, bereits bei seinem Einstieg schwer abstiegsgefährdet, gelang es ihm die Klasse als Drittletzter zu halten. Auch in den nächsten drei Saisonen gelang es ihm nicht, die Mannschaft zu konsolidieren die schließlich 1968 als Tabellenletzter abstieg. Buckingham wurde hierbei bereits im Januar durch Bobby Robson ersetzt, der unter ihm Spieler bei West Bromwich und bis 1967 auch bei Fulham war. Als eine seiner besten Leistungen beim finanzschwachen Verein wurde die Verpflichtung von Allan Clarke von Walsall angesehen, der mit 45 Toren in 86 Spielen wesentlich dazu beitrug, das Abstiegsgespenst lange Zeit unter Kontrolle zu halten. Nach dem Abstieg brachte sein Verkauf £ 150.000 ein, was damals, zumindest in England, Weltrekord war. Sein Assistenztrainer bei Fulham war der frühere „Meistermacher“ des FC Chelsea, Ted Drake, der auch in den ersten sechs Monaten beim FC Barcelona
diese Funktion unter ihm ausüben sollte.

### 1969 bis 1980: Erfolg mit Barcelona - Abstieg mit Sevilla
Nachdem er von Mitte 1968 bis Dezember Ethnikos Piräus trainierte, der Achter in der Liga wurde, verpflichtete ihn Ende 1969 der FC Barcelona, unter seinen Vorgängern Salvador Artigas und Josep Seguer in der vorangegangenen Saison Dritter in der Meisterschaft, bis dahin aber nur Neunter. Er führte sich kurz vor Jahreswechsel mit einem 1:0-Heimsieg gegen Real Madrid ein und führte die Mannschaft bis zum Saisonende auf Platz vier. 1970/71 wurde er punktgleich mit dem von Alfredo Di Stéfano trainierten Meister Valencia CF Zweiter. Hierbei entschied der direkte Vergleich, wobei Barcelona zu Hause 0:2 verlor und Auswärts 1:1 spielte. 1971 gewann er zudem den spanischen Pokal, die Copa del Generalísimo durch einen 4:3-Sieg nach Verlängerung gegen Valencia. Zu den Stars seiner Mannschaft gehörten in jener Saison Joaquim Rifé, Carles „Charly“ Rexach, Josep Fusté und Juan Manuel Asensi.
Nach Saisonende gab er, wie er schon nach dem Pokal-Halbfinale ankündigte, seinen Job bei Barcelona wegen anhaltender, starker Rückenbeschwerden - ein gebrochener Wirbel benötigte eine Operation - auf und wurde durch Rinus Michels ersetzt, der gerade Ajax zum Sieg im Europapokal der Meister geführt hatte. Sein Gehalt, das anfänglich bei, wie damals in Spanien üblich, steuerfreien, 12.000 Pfund pro Jahr lag, wurde gerade erst bei der Vertragsverlängerung im April auf 18.000 Pfund aufgestockt. Der FC Barcelona entschloss sich, nicht nur die Kosten seiner Operation im Royal London Hospital zu übernehmen, sondern auch, ihn bis zu Saisonende 1971/72 weiterzubezahlen. Buckingham zog sich die Rückenverletzung bei einer Trainingseinheit zu, und war deswegen auch bei einem Ligaspiel nicht auf der Bank. Er konnte bis zu Saisonende mit einer besonderen „Gipsjacke“ weiterarbeiten. Barcelona wollte ihn „als eine Art General Manager“ halten, doch Buckingham erachtete dies als nicht fair gegenüber Rinus Michels.
Als wesentliches Element seiner Zeit beim FC Barcelona wird beschrieben, dass er dem Verein ein neues Selbstbewusstsein gab und den Spielern Mut zu offensivem Spiel, unabhängig vom Gegner, einimpfte. So äußerten sich in Nachbetrachtungen die Spieler Rexach und Fusté:

„Mit einem seiner Vorgänger, Salvador Artigas, traten wir gegen drittklassige Mannschaften an und dachten, wir spielten gegen eine Weltelf. ... Aber als Buckingham kam, war es genau umgekehrt. Zum Beispiel, wann immer wir gegen Real Madrid spielten, sagte er, "keine Aufregung, das sind nur ein paar Angeber".“

„In der Geschichte des Fußballs gibt es gewisse Trainer die das Rampenlicht übermäßig für sich selbst beanspruchen, aber Buckingham war nicht einer von jenen die vorgaben, dass das Team ohne sie nicht existieren würde und dass es nur Dank ihnen gewann oder verlor. Er war der erste Trainer unter dem ich gearbeitet habe der uns beigebracht hat, wie wichtig es ist, gute Spieler, Disziplin in der Kabine und einen Spielplan zu haben.“

Ein Fußnote seiner Zeit bei Barcelona war Josep Maria Minguella, der vom Verein als Übersetzer für ihn angeheuert wurde. Der entwickelte daraus eine Karriere als Assistenztrainer, Organisator der Jugendmannschaften und Scout unter Michels. Schließlich beschäftigte er sich als Spielervermittler. Durch ihn kamen unter anderem, Romario, Diego Maradona, Christo Stoitschkow und auch Lionel Messi zum FC Barcelona.
Ende Februar 1972 wurde er vom spanischen Tabellenfünfzehnten FC Sevilla, den nur noch zwei Punkte vom abstiegsverpflichtenden 16. Rang trennten, als Nachfolger des Griechen Dan Georgiadis verpflichtet. Sevilla war stark in die Saison gestartet und lag bis zum zwölften Spieltag auf Platz drei. Aber ab dem zehnten Spieltag verlor die Mannschaft zusehends den Faden und sollte bis Saisonende nur noch viermal gewinnen. Zwei dieser Siege, in elf Spielen erreicht, fielen in Buckinghams Zeit, halfen aber auch nichts. Am Schluss standen die Andalusier auf dem 16. Platz mit zwei Punkten Rückstand auf den 15. und waren fortan bis 1975 Zweitligist.

### 1973 bis 1982: Karriereausklang in Griechenland
Bereits nach dem Ende seiner Zeit in Barcelona 1971 wollte er zügig wieder nach Griechenland gehen, doch das Engagement in Sevilla kam hier dazwischen. 1973 schließlich kehrte er auf die Trainerbank von Ethnikos Piräus zurück, wo er bis 1975 blieb. Mit einem Gehalt von über 90.000 Mark im Jahr wurde er als der bestbezahlte Trainer Griechenlands angesehen. Seine erste Saison dort schloss Ethnikos als Zehnter ab. Die Spielzeit 1974/75 begann Ethnikos stark und blieb lange ungeschlagen. Erst am 16. Spieltag wurde diese Serie, einzigartig in der Vereinsgeschichte, durch eine 1:2-Niederlage bei AO Atromitos Peristeriou gebrochen. Nachdem Ethnikos zeitweise die Tabellenspitze zierte, lag der Verein am, Saisonende auf Platz vier, nur einen Punkt fehlte auf den dritten Rang, der die Teilnahme am UEFA-Pokal ermöglicht hätte.
Daraufhin wurde er zur Saison 1975/76 vom Griechischen Meister Olympiakos verpflichtet, wurde aber nach einer 0:4-Heimniederlage gegen PAOK am 4. Januar 1976 vom Vereinspräsidenten mit einer roten Karte bedacht. Unter seinem Landsmann Les Shannon beendete Olympiakos die Saison als Dritter.
Es folgte in der Saison 1979/80 zwischen November und März ein Engagement beim Erstligisten APS Rodos, der nach Saisonabschluss als Letzter dem Abstieg anheimfiel. Seine letzte Station hatte er 1982 auf Zypern, als 67-Jähriger, beim Erstligisten Enosis Neon Paralimni, wo er nach einer 0:4-Niederlage gegen APOEL an Weihnachten zurücktrat. Paralimni beendete die Saison als Neunter und erreichte das Pokalfinale.

## Erfolge
- FA Amateur Cup: 1951
- FA Cup: 1954
- FA Community Shield: 1954
- Eredivisie: 1960
- Copa del Generalísimo: 1971